# Bruno Sacco

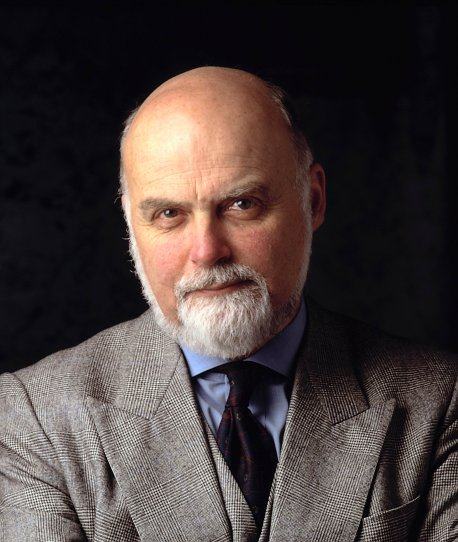
Bruno Sacco (2007)

Bruno Sacco (* 12. November 1933 in Udine; † 19. September 2024 in Sindelfingen) war ein italienisch-deutscher Automobildesigner. Er war von 1958 bis 1999 Konstrukteur, Designer und Stilist bei Mercedes-Benz und für die Gestaltung zahlreicher Mercedes-Benz-Pkw verantwortlich.

## Vita
Nach seiner Ausbildung in Tarvis und Udine besuchte er die Polytechnische Hochschule in Turin. Während seiner Studienzeit sammelte er beim Designbüro Carrozzeria Ghia erste Erfahrungen auf dem Gebiet der Karosseriegestaltung und übernahm später sowohl für sie als auch für Pininfarina kleinere Aufträge.

### Berufliche Stationen
1958 begann Saccos Laufbahn bei Daimler-Benz. Als Stilist und Konstrukteur arbeitete er unter der Leitung von Karl Wilfert, Friedrich Geiger und Béla Barényi an verschiedenen Projekten mit, wie z. B. am Mercedes-Benz 600 und an den als „Pagode“ bekannten Roadstern 230 SL, 250 SL und 280 SL der Baureihe W 113. Außerdem übernahm er die Design-Projektleitung für die damaligen Sicherheitsausstellungen sowie für die sogenannten „rollenden Versuchslabore“, die Experimentalfahrzeuge C111-I und C 111-II.
1970 übernahm er die Leitung der Abteilung Karosseriekonstruktion und Maßkonzeption. Unter seiner Mitwirkung entstanden die ESF-Prototypen (Experimentier-Sicherheits-Fahrzeug) sowie die Baureihe W 123. Ab 1975 leitete Sacco als Nachfolger von Friedrich Geiger die Hauptabteilung Stilistik. Seitdem prägte er das Erscheinungsbild der Mercedes-Benz-Pkw. Dabei entstanden der Diesel-Rekordwagen C 111-III (1978) und die S-Klasse der Baureihe W 126 (1979) mit den nach ihm benannten Sacco-Brettern. 1978 übernahm er die Leitung des Fachbereichs Stilistik, 1987 berief ihn der Vorstand zum Direktor des Bereichs Design.
1993 wurde Sacco Leiter des Designs und Mitglied des Direktorenkreises. In dieser Eigenschaft übernahm er auch eine Mandatsfunktion für die Gestaltung der Produkte des Geschäftsfelds der Nutzfahrzeuge. Nach 41 Jahren Tätigkeit für das Unternehmen übergab er 1999 die Bereichsleitung im Mercedes-Benz-Design an Peter Pfeiffer.

## Design-Philosophie

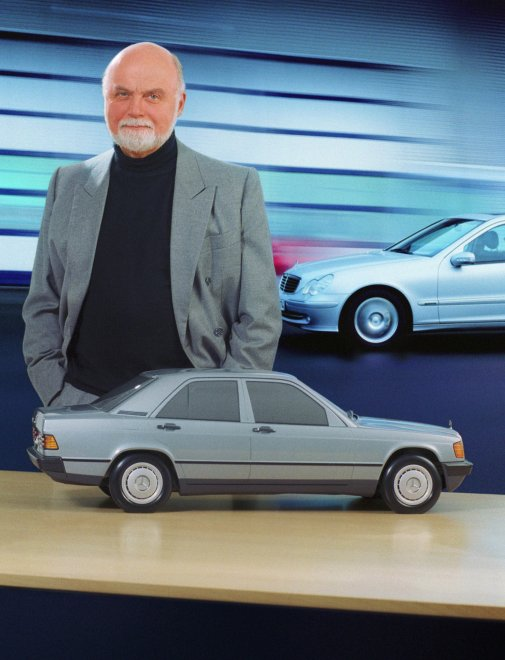
Sacco mit einem Modell des W 201

Sacco ging von einer drei- bis fünfjährigen Entwicklungszeit aus, einem durchschnittlichen Produktionszeitraum von acht Jahren und einer Lebensdauer von rund 20 Jahren. Folglich müsse das Design eines Mercedes-Benz nahezu 30 Jahre lang aktuell bleiben, zugleich aber auch zeitlos. Um den Erfolg langfristig zu sichern, entwickelte Sacco in den 1970er Jahren eine Mercedes-Benz-Design-Philosophie. Es solle eine Design-Familie geschaffen werden, der jeder Personenwagen mit dem Stern angehört. Das oberste Gebot lautete: Ein Mercedes-Benz muss von der Öffentlichkeit in allen Kulturkreisen der Welt als Familienmitglied intuitiv erkannt werden. Und wenn ein Mercedes-Benz in der nächsten Modellgeneration weiterentwickelt wird, dann solle die Modellreihen-Identität gewahrt bleiben. Sacco sprach von einer „vertikalen Affinität“. Sie galt als zentrales Thema der Mercedes-Benz-Design-Philosophie und sollte garantieren, dass der Vorgänger nach der Präsentation der neuen Modellgeneration nicht veraltet wirkt.
Als zweite tragende Säule der Mercedes-Benz-Design-Philosophie galt die Markenidentität. Sie verlangte, traditionelle Designmerkmale zu pflegen, weiterzuentwickeln und in allen Baureihen nebeneinander darzustellen. In diesem Zusammenhang wurde von „horizontaler Homogenität“ gesprochen. Sie fand ihre Ausprägung beispielsweise im Design der Kühlermasken, der Scheinwerfer und Heckleuchten. Obwohl formal nach Limousinen, Coupés und Roadster in Details differenziert wurde, sollte der Betrachter ihre Familienzugehörigkeit auf Anhieb erkennen.

## Auszeichnungen
In den Jahren seiner Tätigkeit für Daimler-Benz erhielt Sacco zahlreiche Auszeichnungen:
- 1981: Honorar-Mitglied der „Academia Mexicana de Diseño“
- 1991: Verleihung des Titels „Grande Ufficiale dell’Ordine al Merito della Repubblica Italiana“
- 1993: Verleihung des „Cover Award – Auto & Design“, Turin
- 1993: Auszeichnung mit dem „Premio Mexico 1994“ – Patronato Nacional de las Asociaciones de Diseño AC, Mexiko
- 1994: Verleihung des „Apulia Award for Professional Achievement“
- 1996: Auszeichnung „Best Designer“ der Zeitschrift „Car“
- 1996: Auszeichnung „Designer’s Designer“ der Zeitschrift „Car“
- 1997: Verleihung des „Lifetime Design Achievement Award“, Detroit
- 1997: Auszeichnung mit dem „Raymond Loewy Designer Award“ der Marke „Lucky Strike“
- 2002: Ehrendoktorwürde der Universität Udine
- 2006: Aufnahme in die „Automotive Hall of Fame“, Dearborn
- 2007: Aufnahme in die „European Automotive Hall of Fame“, Genf